# Лестан, Пола де
Пола де Лестан (фр. Paule de Lestang, урождённая Полина Калуан, фр. Pauline Caloin, после второго брака Валлас де Лестан; 12 декабря 1875, Лион — 16 июня 1968) — французская камерная певица (сопрано), пианистка и клавесинист

ка. С 1936 г. жена Леона Валласа, с которым до этого её связывало многолетнее творческое сотрудничество.
Дочь органиста и учительницы фортепиано. Училась игре на фортепиано (у Жозефа Жемена) и арфе в Лионской консерватории, частным образом занималась также вокалом у профессора консерватории Кретена-Перни.
В 1906 году исполнила премьеру фортепианной Сонатины фа диез минор Мориса Равеля, в 1911 г. как певица стала первой исполнительницей Баллад Франсуа Вийона для голоса и фортепиано Клода Дебюсси. В 1914 г. спела несколько песен Жоржа Орика (аккомпанировал Альфредо Казелла) — это был дебют юного музыканта в качестве композитора. Вплоть до 1950-х гг. выступала в Лионе как солистка, исполняя клавирные концерты Иоганна Себастьяна Баха, Георга Фридриха Генделя, Вольфганга Амадея Моцарта. В 1933 и 1935 гг. гастролировала в США. В 1927 г. записала песню Равеля «Об Анне, играющей на клавесине», аккомпанируя сама себе на клавесине.